# Fernando Cornejo
Fernando Andrés Cornejo Jiménez (Quinta de Tilcoco, 28 de janeiro de 1969 – Santiago, 24 de janeiro de 2009) foi um ex-futebolista chileno, que atuava como zagueiro ou meio-campista. Conhecido pela alcunha de Corazón de Minero, jogou pela seleção chilena trinta e três partidas, sendo três na Copa de 1998.

## Carreira
Por clubes, iniciou a carreira no O'Higgins, destacando-se pelo Cobreloa, onde jogou entre 1992 e 1997 e entre 2000 e 2005, ano de sua aposentadoria. Nas duas passagens, ele atuou em 198 partidas e marcou 34 gols. Jogou também pela Universidad Católica, entre 1998 e 1999.

## Falecimento
Cornejo faleceu na madrugada de 24 de janeiro de 2009, 4 dias antes de completar 40 anos. Ele, que encontrava-se internado havia um mês, sofria de um câncer estomacal em estágio avançado, que se estendeu até o fígado e o pulmão. Durante o funeral, os dirigentes do Cobreloa declararam que o novo estádio de Calama receberia o nome de Cornejo
O clube ainda chegou a aposentar a camisa 8 em homenagem ao ex-jogador. A aposentadoria da camisa durou até 2014, quando seu filho, também chamado Fernando, passou a utilizá-la.